# Mierczyce (przystanek kolejowy)
Mierczyce – przystanek kolejowy we wsi o tej samej nazwie, położony na nieczynnej linii kolejowej 315 relacji Malczyce – Jawor. Otwarcie przystanku nastąpiło 1 października 1902 roku. Zamknięcie dla ruchu pasażerskiego przystanku osobowego miało miejsce 22 czerwca 1975 a dla transportu towarowego 1 stycznia 2000 roku.
W południowej części znajduje się budynek byłego dworca z ceglaną niby-pałacową wieżyczką, nakrytą stożkowym hełmem. Obecnie budynek mieszkalny. Od strony Jawora znajdowała się rampa załadowcza tłucznia bazaltowego wydobywanego w pobliskim kamieniołomie w Pawłowicach Wielkich. Obecnie zdemontowana. Po północnej stronie torów znajdował się plac buraczany na terenie którego prowadzono skup buraków cukrowych. Następnie transportowano do cukrowni wagonami kolejowymi. Obecnie znajduje się tam boisko sportowe.

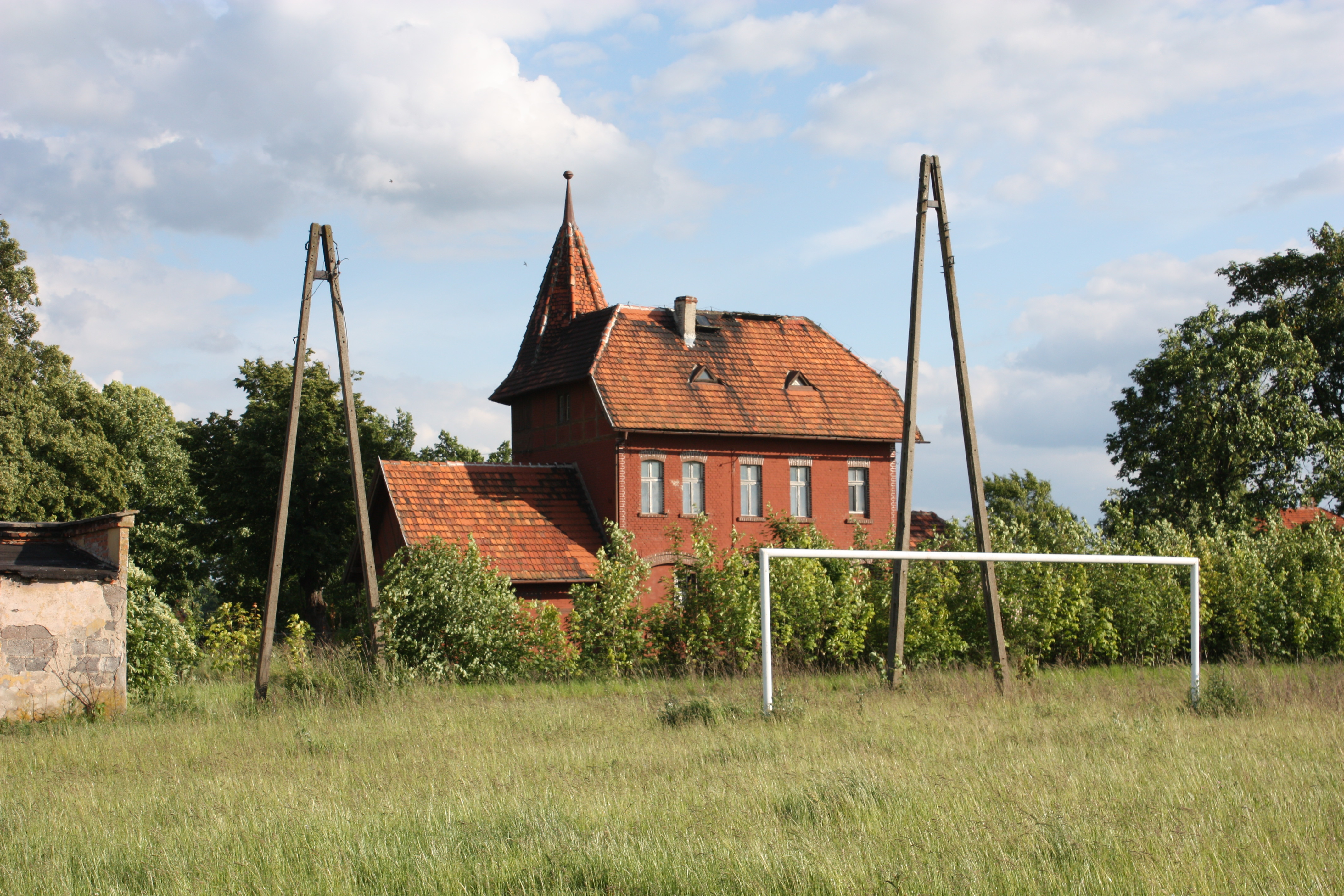
Budynek dworca widok od północy